# جنا هیز
جنا هیز (به انگلیسی: jenna Haze) (زادهٔ ۲۲ فوریه ۱۹۸۲) بازیگر، مدل آمریکایی و بازیگر پیشین فیلم‌های بزرگسالان است. جنا ۲۰۰۱ و در سن ۱۹ سالگی وارد صنعت هرزه‌نگاری شد. او بین سال‌های ۲۰۰۲ و ۲۰۰۵ بازیگر قراردادی شرکت جیل کلی پروداکشنز بود. در بیشتر دوران حضورش در این شرکت او با زنان فیلم بازی می‌کرد. او در سال ۲۰۰۶ در فیلم ورای تاریک جنا هیز بازی کرد. این فیلم موفق به دریافت جوایز پرشمار گردید.

## سال‌های آغازین زندگی
جنا در فولرتون کالیفرنیا به دنیا آمده اما در لا هابرا، کالیفرنیا بزرگ شده‌است. او همچنین دوران بچگی‌اش را در لان کاستر، کالیفرنیا و اینور گروو هایتز مینه‌سوتا گذرانده‌است. جنا فرزند طلاق است و دو خواهر و یک برادر دارد که در هر سه از او بزرگتر هستند. او اصل و تباری اسپانیایی آلمانی ایرلندی دارد.
جنا در دوران تحصیل دانش آموز خوبی بود و نمره‌های خوبی می‌گرفت تا اینکه در دبیرستان با «رابطه با پسران» و «مسایل جنسی» آشنا شد. از سن ۱۵ سالگی او دیگر به مدرسه نرفت و در خانه درس خواند. او تجربه کار در مشاغل سطح پایینی از جمله کار در فست فود، تعویض روغنی و فروشندگی در اسباب بازی فروشی را دارد.
جنا وقتی که ۱۸ ساله شد رقص برهنه را در یک باشگاه شبانه آغاز کرد. وقتی جنا ۱۹ ساله بود و در باشگاه شبانه‌ای در آنهایم کالیفرنیا کار می‌کرد دوست پسرش او را از طریق فردی دیگر با پیتر نورث و کراون مورهد آشنا کرد. جنا با خشنودی پیشنهاد مورهد برای بازی در یک فیلم را پذیرفت و دو روز بعد برای اولین بار جلوی دوربین رفت.